# Neurigona rubella
Neurigona rubella är en tvåvingeart som först beskrevs av Friedrich Hermann Loew 1861.  Neurigona rubella ingår i släktet Neurigona och familjen styltflugor. Inga underarter finns listade i Catalogue of Life.